# Maurice Arbez
Pour les articles homonymes, voir Arbez.
Maurice Arbez (né le 22 septembre 1944 aux Rousses et mort le 30 octobre 2020  à Saint-Claude) est un sauteur à ski français.

## Biographie
Il a participé aux Jeux olympiques d'hiver de 1968 à Grenoble, puis est devenu entraîneur et juge de saut à ski.
Lors des épreuves de saut à ski des Jeux olympiques d'hiver de 1968, il se classe 41e sur tremplin et 50e sur grand tremplin, ex aequo avec le Finlandais Juhani Ruotsalainen (pl).
Il est par la suite devenu entraîneur et juge. À la tête de l'équipe de France, il a notamment entraîné Jason Lamy-Chappuis. Il a jugé des compétitions internationales de saut à ski, notamment une Coupe du monde à Oslo, le 14 mars 1999, ce qui est une consécration. Parmi les autres dates, on peut citer le 7 août 2004 à Courchevel lors du Grand Prix d'été de saut à ski.
Maurice Arbez est également un infatigable entraîneur du ski club du pays de Gex, qui a encadré de nombreux jeunes sauteurs français. Il a également présidé le ski-club des Rousses, développé la pratique du télémark en organisant, avec Hervé Lamy, une compétition annuelle, la Varnavo. 
Il décède le 30 octobre 2020 à Saint-Claude.

## Résultats

### Jeux olympiques
| Édition | Lieu     | Date            | Tremplin | Épreuve | Saut 1   | Saut 1 | Saut 2   | Saut 2 | Note générale | Rang | Points | Vainqueur          | Source |
| Édition | Lieu     | Date            | Tremplin | Épreuve | Distance | Note   | Distance | Note   | Note générale | Rang | Points | Vainqueur          | Source |
| ------- | -------- | --------------- | -------- | ------- | -------- | ------ | -------- | ------ | ------------- | ---- | ------ | ------------------ | ------ |
| JO 1968 | Grenoble | 11 février 1968 | normal   | ind.    | 70,0     | 91,3   | 68,5     | 87,4   | 178,7         | 41.  | 37,8   | Jiří Raška         | [ 9 ]  |
| JO 1968 | Grenoble | 18 février 1968 | grand    | ind.    | 87,0     | 83,2   | 79,0     | 66,0   | 149,2         | 50.  | 82,1   | Vladimir Beloussov | [ 10 ] |